# Essarih
Essarih ou Assarih (arabe : الصريح), signifiant « Le Franc », est un quotidien tunisien en langue arabe fondé le 3 janvier 1995 par Salah El Hajja.
Au départ, il s'agit d'un hebdomadaire satirique d'informations générales utilisant une langue proche de l'arabe tunisien. Il devient un quotidien dès le 2 octobre 2002 et cesse de paraître en version papier le 2 avril 2018 en restant actif sur Internet.